# William Appleman Williams
William Appleman Williams (12 juin 1921 – 5 mars 1990) est l'un des historiens révisionnistes les plus éminents du XXe siècle sur la diplomatie américaine. Il atteint l'apogée de son influence alors qu'il est professeur au département d'histoire de l'Université du Wisconsin à Madison et est considéré comme le membre le plus éminent de « l'École du Wisconsin » d'histoire diplomatique.

## Jeunesse et éducation
Williams est né et grandit dans la petite ville d'Atlantic, Iowa. Il fréquente l'école militaire Kemper à Boonville, dans le Missouri, puis obtient un diplôme d'ingénieur à l'Académie navale des États-Unis à Annapolis. Il obtient son diplôme et reçoit une commission d'enseigne en 1945. Après avoir servi dans le Pacifique Sud en tant que cadre supérieur à bord d'un Landing Ship Medium, il est en poste à Corpus Christi, au Texas, où il envisage de devenir aviateur comme son père. Son père a été dans l'Army Air Corps jusqu'à sa mort dans un accident d'avion en 1929.
Une blessure au dos en temps de guerre lui a causé d'énormes douleurs et met fin à ses chances de devenir aviateur naval après la guerre. Il demande une libération médicale de la marine en 1946 et part à l'Université du Wisconsin à Madison pour commencer des études supérieures en 1947. Il y obtient une maîtrise et un doctorat et est influencé par les historiens Beardiens, notamment Fred Harvey Harrington (en), Merle Curti et Howard K. Beale. Après avoir enseigné dans divers autres collèges, il retourne à Madison en 1957 pour enseigner au département d'histoire.

## Carrière
Williams termine sa maîtrise en 1948 et son doctorat en 1950. Il en tire son premier livre, une extension et une révision de sa thèse de doctorat, publiée sous le titre American-Russian Relations (1952). Entre-temps, Williams occupe une série de poste, d'abord au Washington and Jefferson College en 1950. L'année universitaire suivante (1951-1952), Williams enseigne à l'Université d'État de l'Ohio, mais (selon Williams) il a un différend universitaire avec Woody Hayes (au cours de sa première année en tant qu'entraîneur de football et, comme Williams, ancien officier de marine) à propos de faibles notes pour un joueur de football que Williams ne changerait pas, l'incident l'ayant apparemment conduit à devoir trouver un autre poste.
À l'automne 1952, Williams accepte un poste à l'Université de l'Oregon où il reste cinq ans (dont un an à Madison, Wisconsin, toujours grâce à une bourse Ford de 1955 à 1956). Lorsque Fred Harvey Harrington devient directeur du département d'histoire de l'Université du Wisconsin en 1957, il organise la nomination directe et inhabituelle de Williams pour le remplacer dans l'enseignement des relations étrangères américaines. Williams accepte et retourne dans le Wisconsin à l'automne 1957 et y reste jusqu'en 1968.

### La tragédie de la diplomatie américaine
La même année où son livre le plus influent, The Tragedy of American Diplomacy, est publié, les étudiants de Williams, membres du club socialiste du campus, commencent à publier des Studies on the Left, un manifeste de la nouvelle gauche émergente aux États-Unis. Comme Williams, ses articles proposent une critique du libéralisme dominant, mais après avoir déménagé dans des bureaux à New York en 1963, le club reflète moins sa pensée et décline progressivement.
Williams s’éloigne du courant dominant de l’historiographie américaine dans les années 1950. Alors que de nombreux historiens américains écrivent l’histoire des États-Unis en termes d’expansion et de propagation de la liberté, Williams soutient que les États-Unis se sont également développés en tant qu’empire. La « conception centrale de Williams de la diplomatie américaine », écrit un critique, est qu'elle est façonnée « par l'effort des dirigeants américains pour éluder les dilemmes nationaux de race et de classe à travers un mouvement d'évasion : ils ont utilisé la politique mondiale, estime-t-il, pour préserver la diplomatie américaine, donnant une frontière capitaliste sûre pour le marché américain et l’expansion des investissements ». À cet égard, la compréhension de Williams de l’histoire américaine doit beaucoup à Frederick Jackson Turner et à la première génération d’historiens progressistes américains. Parce que son histoire de la diplomatie américaine s'articule autour des Notes de la porte ouverte à la Chine de John Hay, à peu près au même moment que la fermeture de la frontière intérieure américaine, l'argument plus large de Williams est parfois appelé la « thèse de la porte ouverte ». Dans The Tragedy of American Diplomacy, Williams décrit la politique de la porte ouverte comme « la version américaine de la politique libérale de l'empire informel ou de l'impérialisme de libre-échange ».
Williams soutient que les États-Unis sont plus responsables de la guerre froide que l’Union soviétique. Williams soutient que les dirigeants américains, craignant une perte de marchés en Europe, ont exagéré la menace de domination mondiale de l'Union soviétique. Malgré de nombreuses critiques, Williams n’a fait aucune distinction morale entre la politique étrangère de Joseph Staline en Europe de l’Est et la politique étrangère des États-Unis en Amérique latine, en Afrique ou en Asie. Dans le contexte de l'invasion soviétique de la Hongrie en 1956, il s'efforce, dans une deuxième édition augmentée de The Tragedy of American Diplomacy (1962), de critiquer fortement le comportement de l'Union soviétique, mais il considère l'affaire du Débarquement de la baie des Cochons à Cuba comme un comportement parallèle. Selon lui, la différence de politique intérieure entre l'Union soviétique de Staline et la démocratie américaine rend l'adhésion des États-Unis à l'empire encore plus « tragique ».
The Tragedy of American Diplomacy de Williams est souvent décrit comme l'un des livres les plus influents écrits sur la politique étrangère américaine et attire l’attention sur Williams non seulement chez les universitaires, mais aussi chez les décideurs politiques américains. Adolf A. Berle, un ancien membre du Brain Trust de FDR, a été très impressionné par Williams après avoir lu Tragedy et l'avoir rencontré en personne à Madison. Williams refusé une offre de servir dans l'administration Kennedy et affirme plus tard qu'il était heureux de l'avoir fait en raison de l'initiative de Kennedy du Débarquement de la baie des Cochons.
Le succès historique de Williams est son école de pensée révisionniste. Son idéologie peu orthodoxe est plus reconnue et célébrée depuis le livre « The Tragedy of American Diplomacy ». Selon une revue de Richard A. Melanson, se concentrant particulièrement sur l'historiographie de Williams, « son influence sur une génération d'historiens diplomatiques américains est restée forte ».

### Critique de la guerre du Vietnam
Williams inspire une génération d'historiens à repenser la guerre froide et critique la guerre du Vietnam, vue comme une tentative d'étendre la domination américaine.
Au cours des années 1960, le travail de Williams devient très populaire parmi la Nouvelle gauche et Williams est appelé « l'historien préféré de la Nouvelle Gauche Moyen-Américaine ». Cependant, l’École du Wisconsin et la Nouvelle Gauche sont distinctes, cette dernière ayant une vision plus radicale. En effet, Williams quitte l’Université du Wisconsin à la fin des années 1960, en partie parce qu’il n’aime pas la direction militante que prennent les manifestations étudiantes dans cette ville.

### Années dans l'Oregon
Également fatigué d'enseigner à des étudiants diplômés, Williams part dans l'Oregon en 1968 pour, selon les mots de son biographe, Paul Buhle, « enseigner aux étudiants de premier cycle, vivre au bord de l'océan et vivre dans une communauté diversifiée d'Américains « ordinaires ». Alors qu'il enseigne à l'Université d'État de l'Oregon, Williams « a appelé à un retour aux articles de la Confédération et à une décentralisation radicale du pouvoir politique et économique ».
Williams est président de l'Organisation des historiens américains en 1980. Il prend sa retraite de l'Université d'État de l'Oregon en 1988 et est décédé à Newport, Oregon, en 1990,.

## Critique
Dans une certaine mesure, l'interprétation économique de la diplomatie américaine donnée par Williams est critiquée pour les mêmes raisons que l'analyse économique plus large de l'histoire américaine faite par Charles Austin Beard. En 1974, par exemple, N. Gordon Levin Jr. compare Williams à Beard et affirme que le modèle de la porte ouverte « est inadéquat car il insiste pour forcer toutes les motivations politico-morales et stratégiques » de la politique étrangère américaine vers une expansion économique incessante. La réponse de Williams est qu'il ne fait que répéter ce que les dirigeants intellectuels et politiques américains ont dit à l'époque.
Une autre critique sérieuse du travail de Williams est proposée par Robert W. Tucker en 1971, suivi par Robert James Maddox et J.A. Thompson en 1973 et par Howard Schonberger en 1975. Les arguments de Tucker contestent ceux de Williams en affirmant que la politique étrangère des États-Unis a été généralement passive plutôt qu’agressive avant 1939. Les arguments de Tucker sont repris et développés plus tard par d'autres chercheurs. Maddox, dans The New Left and the Origins of the Cold War critique Williams, Lloyd Gardner et d'autres chercheurs révisionnistes pour leur prétendue utilisation abusive et généralisée de documents historiques et pour leur manque général d'objectivité. Williams et les autres publient des réfutations détaillées dans le New York Times Book Review en 1973.
En 1986, Arthur Meier Schlesinger Jr., dont Williams s'est toujours méfié en raison de sa proximité avec les hommes de pouvoir, le critique d'un point de vue libéral dans The Cycles of American History. Dans les années 1950, Schlesinger a accusé Williams d'influence « communiste », en raison de la critique de Williams de la politique américaine envers l'Union soviétique dans les relations américano-russes et de l'article de la Monthly Review « Second Look at Mr. X », une réponse à l'article de George F. Kennan sur les affaires étrangères « Les sources de la conduite soviétique », publié sous le pseudonyme de M. X en 1947.

### Retour en grâce
Certaines des idées de Williams sur la nature impériale de la politique étrangère américaine sont reprises par Andrew Bacevich, qui les utilise comme point de départ pour sa propre critique de la politique américaine depuis la fin de la guerre froide dans American Empire.
L'anniversaire de la publication de Tragedy en 2009 donne lieu à un certain nombre de rétrospectives et d'analyses sur l'impact à long terme du travail de Williams. La deuxième édition du recueil d'essais de Michael Hogan sur la politique étrangère américaine d'après-guerre, désormais co-édité avec Frank Costigliola, note que « le travail de Williams reste influent jusqu'au XXIe siècle ».
En 2001, Justus D. Doenecke rédige une critique évaluant le travail de Williams, laissant entendre que le « cœur de la politique étrangère de Williams » se trouve dans sa thèse selon laquelle les États-Unis étaient engagés dans une « expansion économique et la création d'un empire informel. Cette idée d'un « Empire américain » est également évoquée dans « William Appleman Williams and the American Empire » de JA Thompson. Thompson fait écho à cette école de pensée, affirmant que l’argumentation de Williams à l’égard de la politique étrangère américaine « a toujours été une puissance expansionniste et impérialiste ».

## Travaux
- American-Russian Relations, 1781-1947, 1952
- America and the Middle East: Open Door Imperialism or Enlightened Leadership? , 1958
- The Tragedy of American Diplomacy, 1959
- The Contours of American History, 1961
- The United States, Cuba, and Castro: An Essay on the Dynamics of Revolution and the Dissolution of Empire, 1962
- The Great Evasion: An Essay on the Contemporary Relevance of Karl Marx and on the Wisdom of Admitting the Heretic Into the Dialogue About America's Future, 1964
- The Roots of the Modern American Empire: A Study of the Growth and Shaping of Social Consciousness in a Marketplace Society, 1969
- Some Presidents: Wilson to Nixon, 1972
- History as a Way of Learning, 1973
- LAmerica Confronts a Revolutionary World : 1776-1976, 1976
- Americans in a Changing World: A History of the United States in the Twentieth Century, 1978
- Empire as a Way of Life: An Essay on the Causes and Character of America's Present Predicament, Along With a Few Thoughts About an Alternative, 1980